# Liste antiker Ortsnamen und geographischer Bezeichnungen/Io
| Lateinischer Name | Griechischer Name | Beschreibung                                | Heute               | Quellen und Verweise | Lage |
| ----------------- | ----------------- | ------------------------------------------- | ------------------- | -------------------- | ---- |
| Iobacchi          |                   |                                             |                     | Smith;               |      |
| Iol               |                   |                                             |                     | Smith;               |      |
| Iolai             |                   |                                             |                     | Smith;               |      |
| Iolcus            |                   |                                             |                     | Smith;               |      |
| Iomnium           |                   | Stadt in Mauretania Caesariensis            | Tigzirt in Algerien | Smith;               |      |
| Ion               | Ἴων (Iōn)         | Fluss in Thessalien, Nebenfluss des Peneios |                     | Smith;               |      |
| Ion Mons          |                   |                                             |                     | Smith;               |      |
| Iones             |                   |                                             |                     | Smith;               |      |
| Ionia             | Ἰωνία (Iōnia)     | Ionien an der Küste Kleinasiens             |                     | Smith;               |      |
| Ionium Mare       |                   |                                             |                     | Smith;               |      |
| Ionopolis         |                   | siehe Abonuteichos                          |                     |                      |      |
| Ios               | Ἴος (Ios)         | Insel in der Ägäis                          |                     | Smith;               |      |